# Sentier (metropolitana di Parigi)
Sentier è una stazione della metropolitana di Parigi sulla linea 3, sita nel II arrondissement di Parigi.

## Stazione
La stazione è stata inaugurata il 20 novembre 1904 in uno con il primo tratto della linea 3.

## Interconnessioni
- Bus RATP - 20, 39, 48, 67, 74, 85

## Accessi
- La stazione ha un solo accesso.